# Stichopogon albimystax
Stichopogon albimystax là một loài ruồi trong họ Asilidae. Stichopogon albimystax được Joseph & Parui miêu tả năm 1997. Loài này phân bố ở miền Ấn Độ - Mã Lai.